# Gonophora nigrimembris
Gonophora nigrimembris là một loài bọ cánh cứng trong họ Chrysomelidae. Loài này được Weise miêu tả khoa học năm 1924.